# چو تای‌یینگ
چو تای‌یینگ (انگلیسی: Chou Tai-ying؛ زادهٔ ۱۶ اوت ۱۹۶۳) بازیکن فوتبال اهل تایوان است.
از باشگاه‌هایی که در آن بازی کرده‌است می‌توان به باشگاه فوتبال برگیش گلادباخ اشاره کرد.
وی همچنین در تیم ملی فوتبال زنان تایوان بازی کرده‌است.